# إلباس الدمى
إلباس الدمى لعبة يلعبها بشكل رئيس الأطفال، وتتضمن الإلباس، وتكون عادة لتقليد شخص أو شيء ما كحيوان أو شخصية من القصص الخيالية. ويشبه نمط الثياب التي تستعمل في الإلباس غالبا الشخصية التي يود الأطفال أن يكونوا مثلها، سواء أكانت ملابس للكبار أو ملابس خاصة باللعب مصممة خصيصا للإلباس، كلفائف الريش وأدوات الزينة. وقد نُشرت ألعاب الحاسوب التي يُلبس فيها المستخدمون الشخصيات على الإنترنت.

## أنواع الألعاب

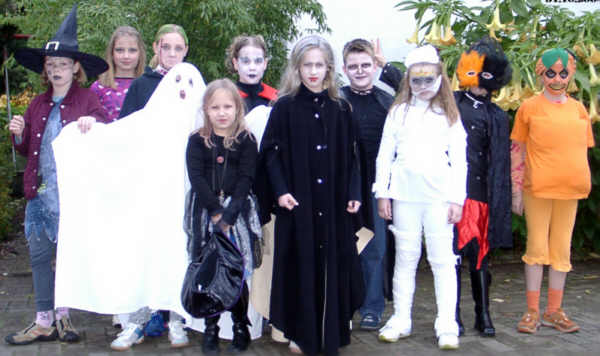
حفلة الهالوين التنكرية مع الشبح

هذه قائمة قصيرة ببعض الأشياء التي يلعبها الأطفال عندما يبدؤون إلباس الدمى:
- المغامرات
- الحيوانات
- الرسوم المتحركة
- المشاهير
- رعاة البقر والهنودالحمر
- الطبيب
- الأفلام اليابانية الكرتونية المتحركة
- هوليوود
- البيت (لعبة) (أو العائلة)
- الملوك والملكات
- القراصنة
- الأميرات
- المدرسة
- الجنود
- الأبطال الخارقون
- حفل الشاي
- حفل الزفاف
- الدمى الورقية
- الإلباس الافتراضي

## الإلباس الظاهري

### الدمى قديما
و بدءا من منتصف التسعينات حتى نهايتها بدأ مختصون في الإنترنت بإيجاد ألعاب إلباس افتراضية تفاعلية يستطيع الشخص من خلالها اختيار الألبسة بالسحب والصاقها على صورة كرتونية تشبه الدمية الحقيقية. وكان أحد أبرز التقنيات المواكبة لإلباس الدمى الافتراضي مجموعات نظام كيسيكا (Kiss) الذي جرى تطويره في اليابان. وتميزت هذه الألعاب التي يمكن تحميلها بشكل مستقل بوجود نماذج من أسلوب المانجا الياباني -الذي يتضمن استعمال صور هزلية- وتميزت أيضا بوجود خزانة ملابس صغيرة، أما التطور التالي فقد كان ظاهرة الدولز وهي صور رقمية GIF تتكون من مصفوفة صغيرة جدا من البكسلات تعرض وتنتشر على المواقع الإلكترونية تتيح للمستخدمين سحب الملابس إلى هذه الدمى الرقمية على الشاشة..

### أدوبي فلاش
بحلول عام 2007 تغيرت ألعاب إلباس الدمى، فبظهور للماكروميديا والتي أصبحت تقنية أدوبي فلاش فيما بعد، زاد عدد منشئي ألعاب الإلباس بشكل كبير. لقد قدّمت تقنية الفلاش طريقة بصرية للفنانين لتعلم البرمجة البسيطة وتمكين محبي الدمى من استعمال أدوات فاعلة. لقد ازداد عدد الألعاب والمواقع الإلكترونية بعد أن لاقت الشركات نجاحا ميسرا لها في السوق الذي كان سابقا لايزال بحاجة إلى تقديم منتحات جديدة. واستمر هذا النوع بالتوسع مما نتج عنه عرض فائض أكثر من اللازم لمواقع ألعاب الإلباس. وهذا الانتشار المفرط من ألعاب الباس الدمى يذكرنا بما حصل عام 1983 من ركود في ألعاب الفيديو.

## نهضة صانعي الدمى
في أواخر عام 2010 استعمل عدد من مواقع الإنترنت التي يديرها محبي ألعاب الإلباس برنامج أدوبي فلاش لإنشاء ألعاب إلباس تتيح كذلك اختيار" كاملا للشخصية مما حسَن هذا النمط الفني لصانعي الدمى. وأتاحت هذه التطبيقات أيضا خيارات واسعة من أصناف الشعر واللباس متيحة المجال للعب لوقت أطول، مما أدى إلى تقدم هذه الألعاب لتصبح نمطا شعبيا شائعا وضربا من وسائل الترفيه التي تعتمد على الخيال.

## انظر يضا
- Casio Loopy
- كوسبلاي
- Dress Me Up (disambiguation)
- "Dress You Up"
- Jesus Dress Up
- دمية ورقية